# Maraldi (cráter marciano)

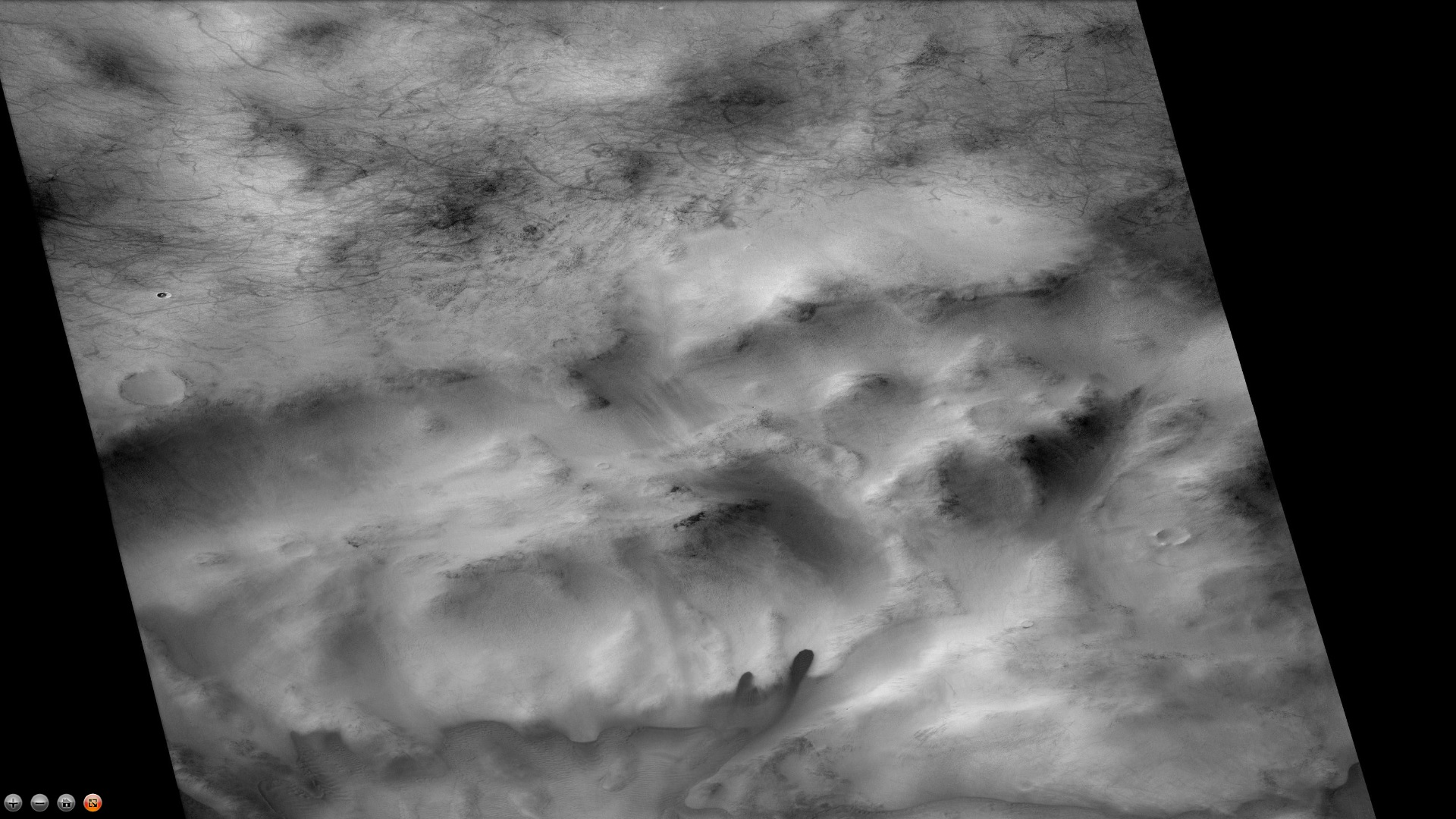
Pistas de diablo de polvo justo en el brocal exterior de Maraldi.

Maraldi es un cráter de impacto perteneciente al cuadrángulo Argyre de Marte, situado en las coordenadas 62,2° de latitud Sur y 32,0° de longitud Oeste. Tiene 124,0 km en diámetro, y su nombre se aprobó en 1973 por la Unión Astronómica Internacional (IAU) en honor del astrónomo italiano naturalizado francés Giacomo F. Maraldi (1665-1729).
| [[File:Wikimaraldi.jpg\|1200px\|alt={{{Alt\|{{{descripción}}}]]                                                                       |
| Cráter Maraldi, fotografía de la cámara CTX a bordo del Mars Reconnaissance Orbiter. (El norte, hacia la izquierda de la fotografía). |